# Шахрияр
Шахрияр (перс. شهریار‎) — город в провинции Тегеран, административный центр одноимённого шахрестана. Население — 189 тыс. человек по состоянию на 2006 год. В 1990-х годах в 3 км от Шахрияра появился плановый город Андише.
В 2011 году в результате взрыва на военной базе Корпуса стражей исламской революции близ Шахрияра погибло 17 человек, в том числе генерал Хасан Могхаддам, игравший ключевую роль в иранской ракетной программе.